# Gayhelp
Das 1997 gegründete Projekt Gayhelp.de war eine Internet-Plattform für junge Schwule, Lesben und Bisexuelle zum Thema Coming-out. Es wurde vom als gemeinnützig anerkannten und bundesweit vertretenen Verein GayUnion e. V. betrieben.
Der Verein stellte den Betrieb der Domain am 24. Februar 2010 ein und übernahm sämtliche Inhalte auf das vereinseigene Internetportal.

## Allgemeines
Gayhelp.de unterstützte homosexuelle Jugendliche und Erwachsene mit Informationen zur Thematik Coming-out, Kontaktadressen zu Ansprechpartnern, sowie Erfahrungsberichten Gleichgesinnter in Form von Texten und Videos. Einen weiteren Fokus setzt das Portal auf das Angebot gemeinsamer Gruppenaktivitäten. 
Darüber hinaus stand das ehrenamtlich betriebene Projekt den zumeist Jugendlichen bei der Problematik des Umgangs mit der eigenen Homo- bzw. Bisexualität zur Seite. Zu diesem Zweck wurde den Besuchern eine umfangreiche Artikelsammlung, Kontakt- und Beratungsmöglichkeiten der User untereinander, eine telefonische Beratungshotline, ein Beratungs-Team Gleichaltriger sowie eine professionelle psychologische Beratung angeboten.
Das Portal setzte auf Benutzerbeteiligung. Die Benutzer konnten sich in die redaktionelle Arbeit einbringen und ihre Coming-out-Erfahrungen als Video oder schriftlichen Beitrag auf dem Portal veröffentlichen. Des Weiteren standen sie als sogenannte „Userberater“ hilfesuchenden Benutzern bei ihren Problemen beratend zur Seite.
Einen gewichtigen Schwerpunkt seiner Bemühungen setzte Gayhelp auf den Abbau von Diskriminierung und Unverständnis gegenüber homosexuellen Jugendlichen als Folge von verdrehten Vorurteilen und Klischees. Dies erfolgte unter anderem durch Video-Berichte auf Gayhelp sowie dem öffentlichen YouTube-Kanal.
Zwischen Mitte 2008 und Ende Februar 2010 war Gayhelp ein Projekt des als gemeinnützig anerkannten und bundesweit aufgestellten Vereins GayUnion e. V.

## Kritik am Vereinsvorstand
Im Juni 2010 berichteten schwule Szenezeitschriften aus NRW über einen Streit zwischen anonymen Kritikern und dem Vereinsvorstand des GayUnion e. V. Das hauptsächlich kritisierte Vorstandsmitglied legte im Frühjahr 2011 sein Amt nieder.